# Agaricaceae
Agaricaceae (François Fulgis Chevallier, 1826) este o familie de ciuperci din încrengătura Basidiomycota, clasa Agaricomycetes și ordinul Agaricales, fiind clasificată anterior în familiile Tulostomataceae, Lepiotaceae și Lycoperdaceae. Familia are peste 2.500 de specii descrise, încadrate în mai mult de 100 de genuri, inclusiv marele gen Agaricus. Această familie constă în principal din ciuperci saprofite, care pot fi găsite atât în păduri de foioase și de conifere cât și prin pășuni tufișuri, livezi, în parcuri, precum și pe compost și așchii de lemn. Multe dintre aceste specii trăiesc de obicei în grupuri sau în cercuri mari. Familia Agaricaceae este răspândită pe toate continentele (în afară de Antarctida) din primăvară până în toamnă. Tipul de gen este Agaricus.

## Istoric
În anul 1753, renumitul om de știință suedez Carl von Linné a circumscris inițial în lucrarea sa Species plantarum un mare gen de ciuperci sub numele Agaricus.  În anul 1826, botanistul francez François Fulgis Chevallier a descris o familie de bureți sub denumirea Agaricaceae, cu refer la numele taxonomic de gen al lui Linné, dat de peste 70 de ani mai înainte, publicând-o în opera sa Flore générale des environs de Paris, selon la méthode naturelle.
În sfârșit, în 1949, micologul german Rolf Singer (1906-1994) a împărțit în lucrarea sa bazală privind ordinul Agaricales, familia Agaricaceae în patru încrengături (subfamilii) care se disting în mare parte din cauza culorii sporilor: Leucocoprinus, Agaricaceae, Lepiotaceae și Cystodermateae. De asemenea vechile familii Tulostomataceae, Battarreaceae, Lycoperdaceae și Mycenastraceae au fost încadrate, pe baza de studii moleculare filogenetice, în familia Agaricaceae până în 1986.

## Caractere morfologice

Basidii schematizate

Speciile familiei Agaricaceae folosesc o varietate largă de morfologie a corpului de fructe. Cu toate că forma pileată (adică, cu pălărie și lamele) este predominantă, de asemenea sunt încorporate formele fostelor familii Gasteromycetes, de exemplu soiul Lycoperdon perlatum (Cașul ciorii) și multe de fel secotioid, bureți de stadiu intermediar între ciupercă cu pălărie și exoperidiu ca de exemplu Cyathus striatus.
Genurile subclasei Agaricomycetidae cuprind specii al căror corp de fructificare are formă de pălărie așezată pe un picior. Pe Himenoforul cu lamele subțiri pe partea inferioară a pălăriei se dezvoltă himeniul, alcătuit din câteva rânduri de basidii. Lamelele stau de obicei libere (astfel încât nu au contact cu piciorul). Pălăria este mai mult sau mai puțin plată sau cocoșată, suprafața fiind netedă, dar și crustată, solzoasă sau cu fulgi. Piciorul este aproape întotdeauna conectat central cu pălăria, câteodată bulbat la bază și poartă adesea oară o manșetă la mijlocul piciorului. Acest inel membranos precum fulgii respectiv solzii care apar frecvent pe pălărie sunt rămășițe ale vălului parțial (Velum partiale).
Sporii sunt netezi sau ornamentați și se decolorează uneori cu regenții de iod. Culorarea sporilor poate varia. Pulberea lor poate fi de culoare albă (Leucoagaricus leucothites) până la verzui (Chlorophyllum), ocru (Limacella), portocaliu (Phaeolepiota aurea), roz (Leucoagaricus) sau negricios (Agaricus, Coprinus), dar niciodată este de un maro de rugină sau scorțișoară.

## Sistematică
În această mare familie sunt cuprinse 2.500 de specii în mai mult de 100 de genuri. Studii recente în  biologia moleculară au revoluționat clasificarea. Astfel aparțin, ca deja scris, nu numai genurile Baltarrea, Lycoperdon sau Tulostoma acestei familii, ci  și, după recunoașteri noi, genul Coprinus).
Următoarea listă conține doar cele mai importante genuri în cadrul familiei Agaricaceae. Pentru mai mult vezi în Taxobox sub rubrica Genuri sau în lista completă oferită în legătura.
| - Agaricus - Chlorophyllum - Coprinus - Cystoagaricus - Cystoderma - Cystolepiota - Hymengaricus | - Lepiota - Leucoagaricus - Leucocoprinus - Lycoperdon - Macrolepiota - Melanophyllum - Micropsalliota | - Phaeopholiota - Phlebonema - Rugosospora - Volvigerum - Volvolepiota - Xanthagaricus - Sericeomyces |

## Familia Agaricaceae în imagini

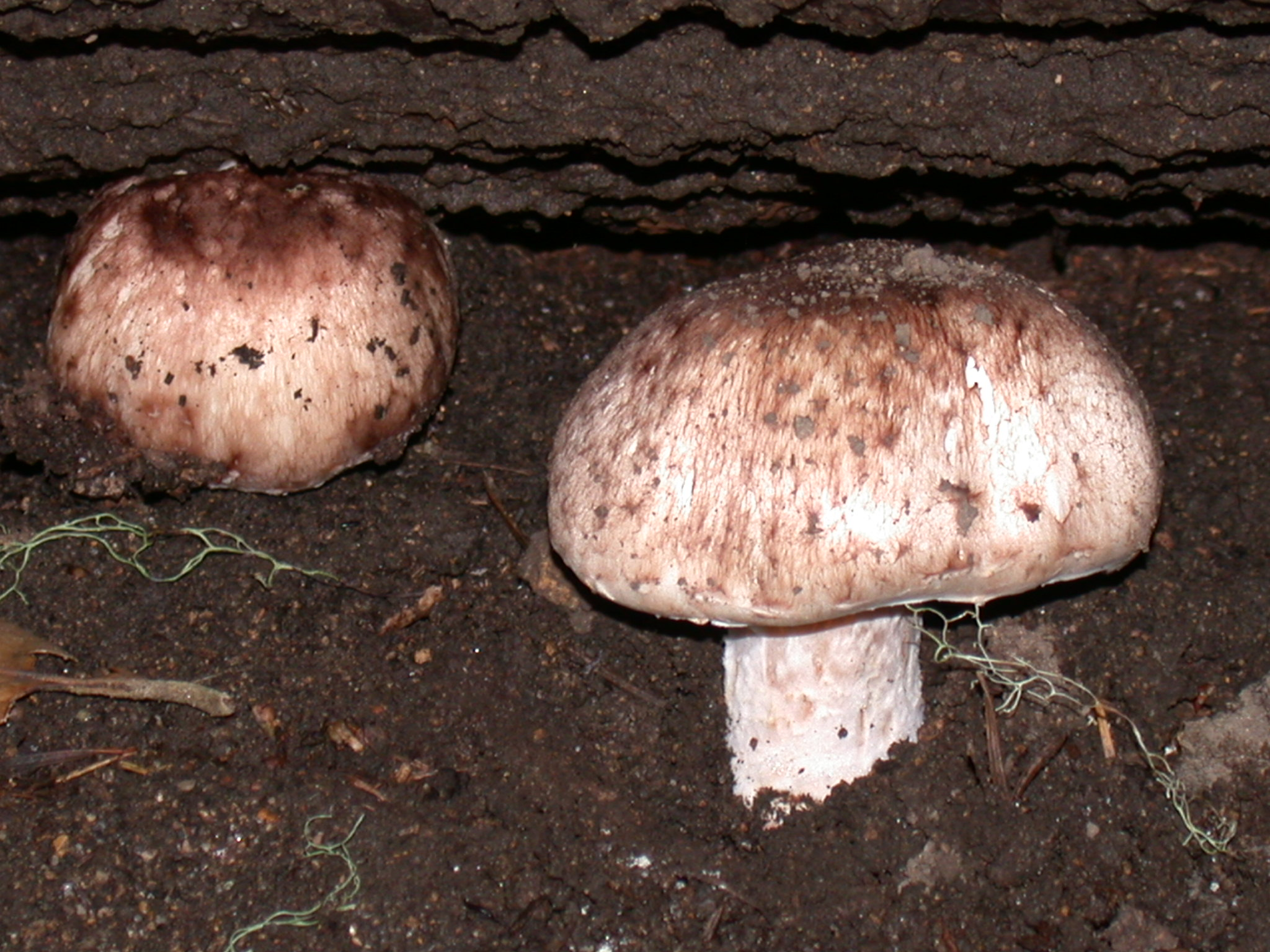
Agaricus (subrutilescens)
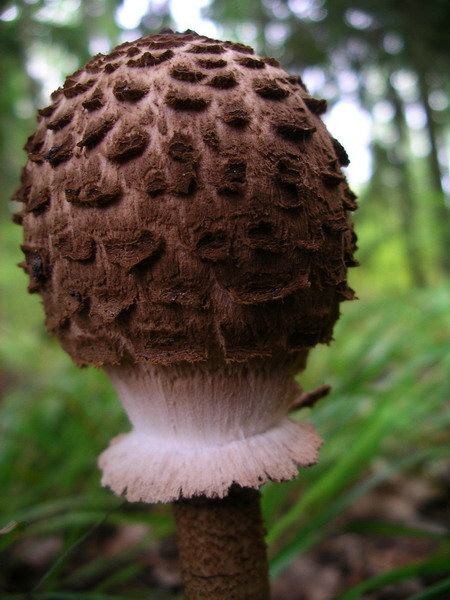
Chlorophyllum (rhacodes)
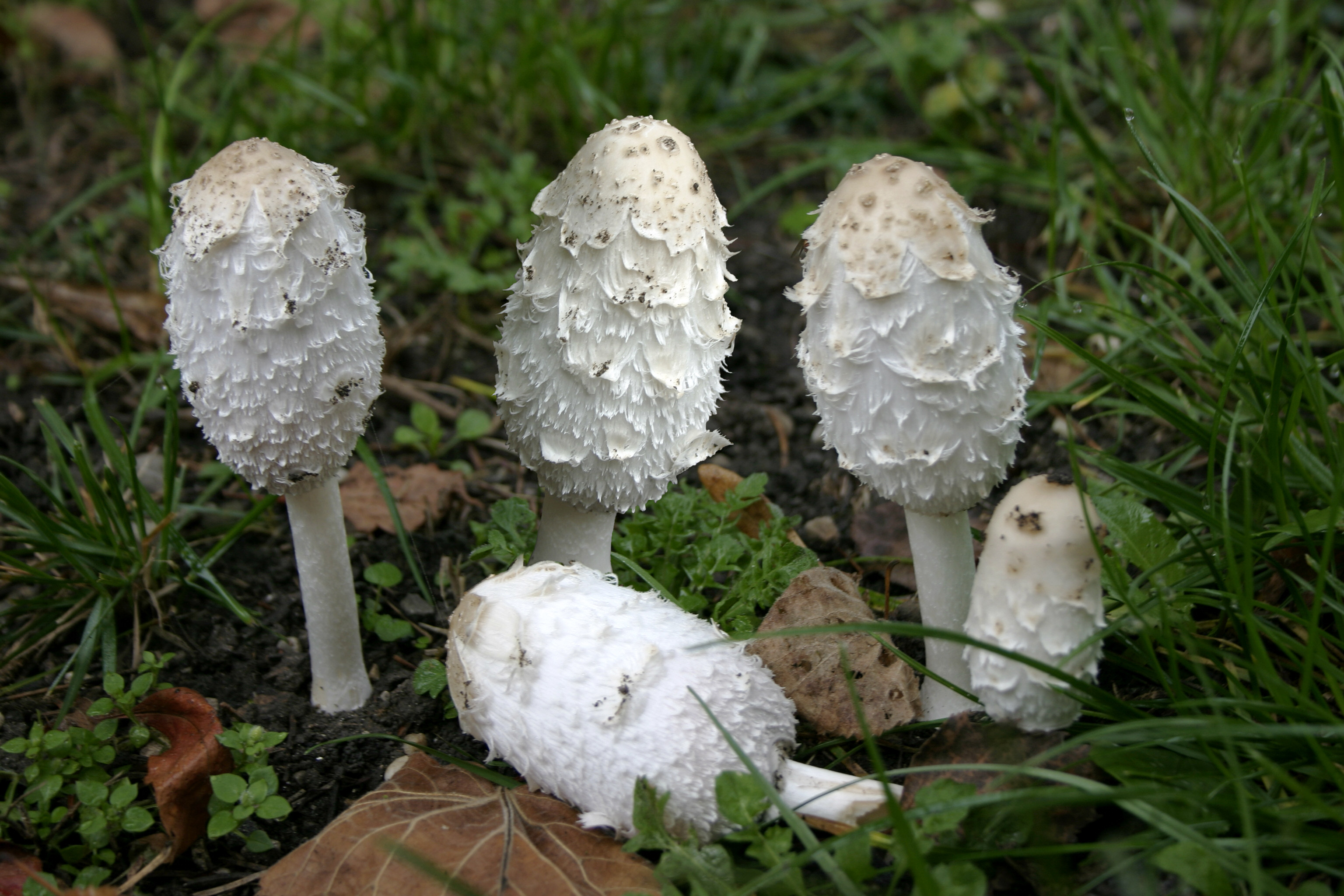
Coprinus (comatus)
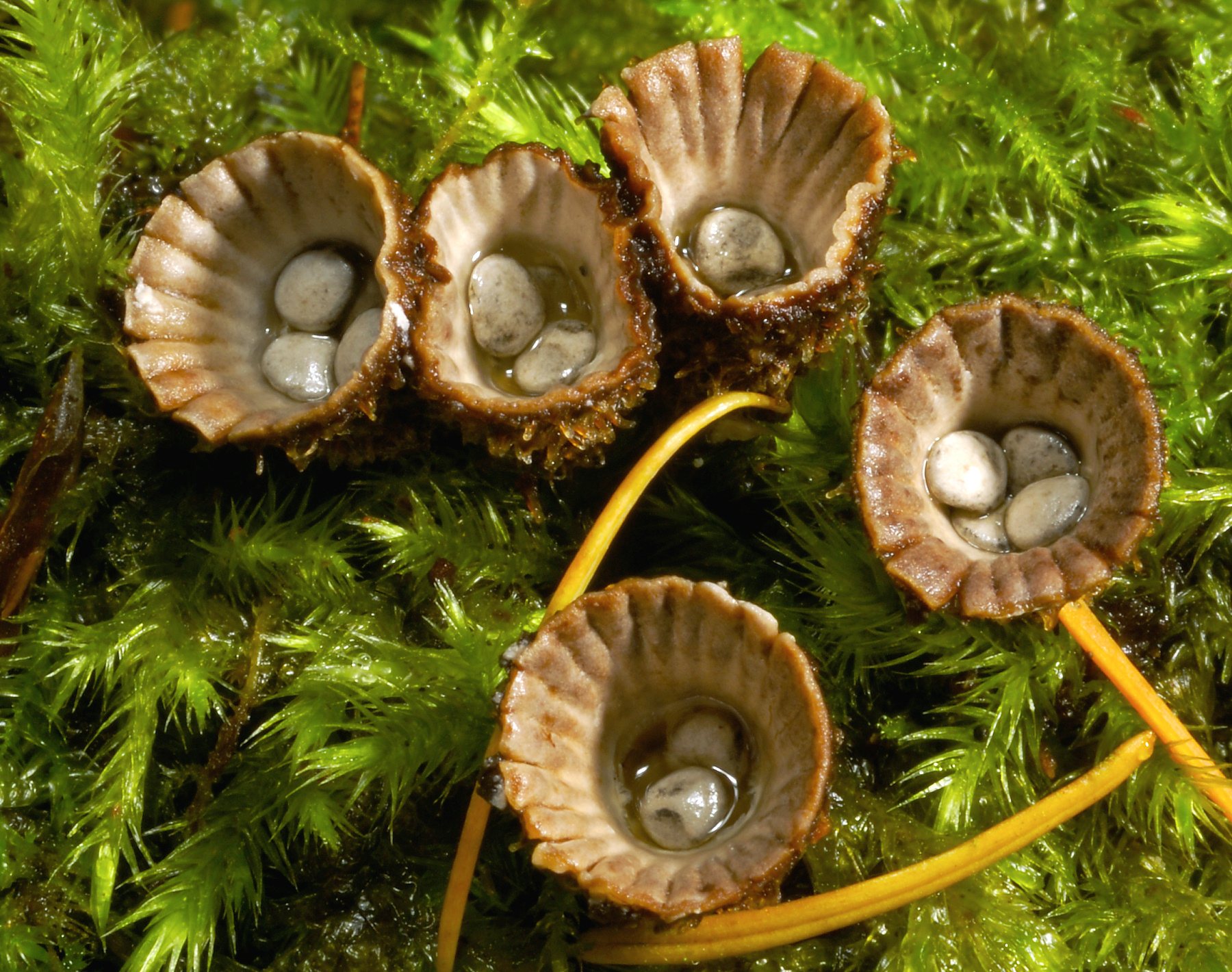
Cyathus (striatus)
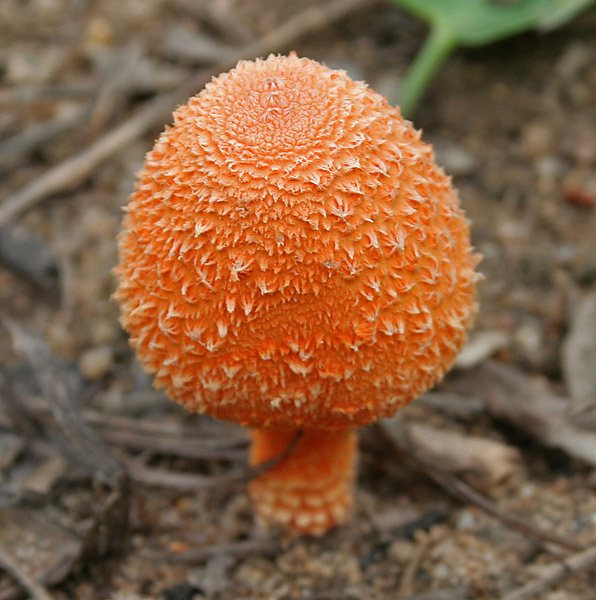
Cystoagaricus
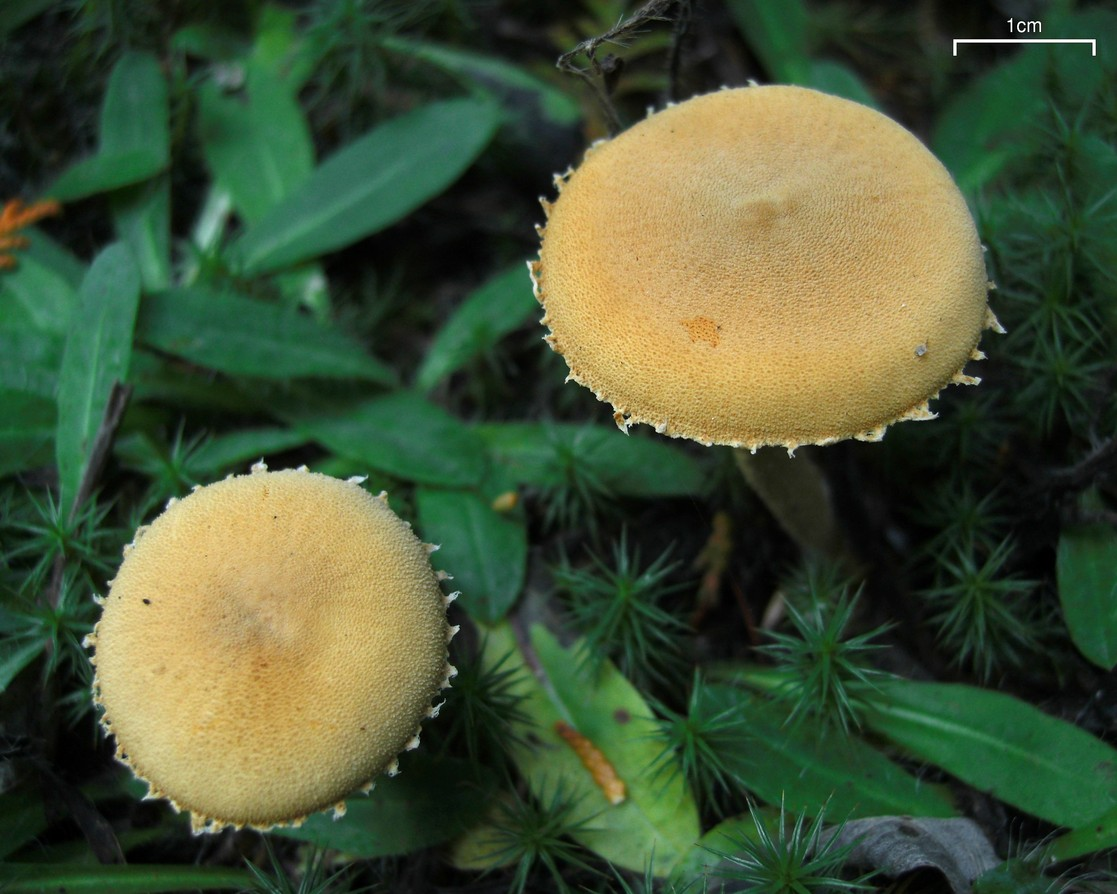
Cystoderma
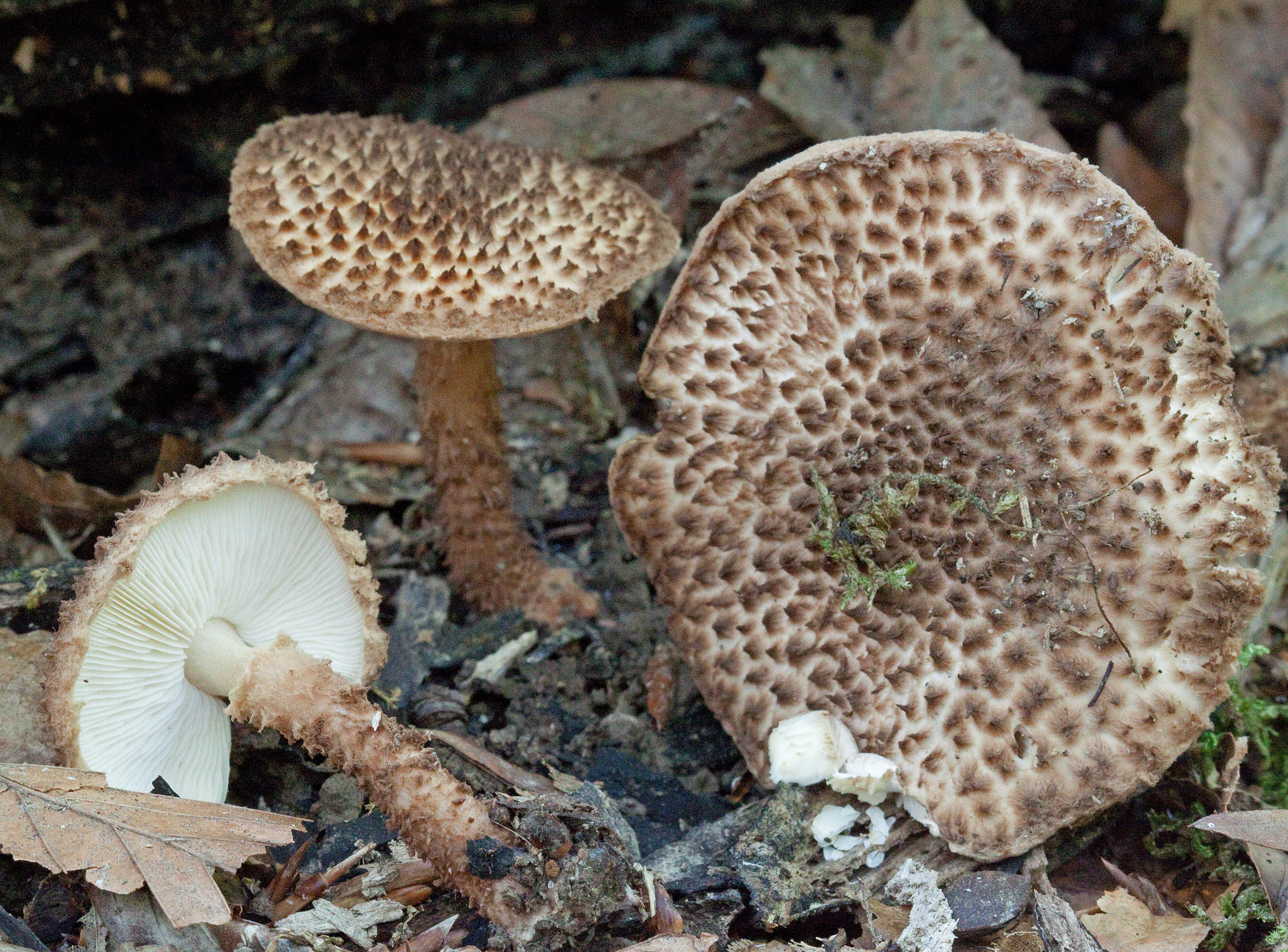
Cystolepiota (eriophora)
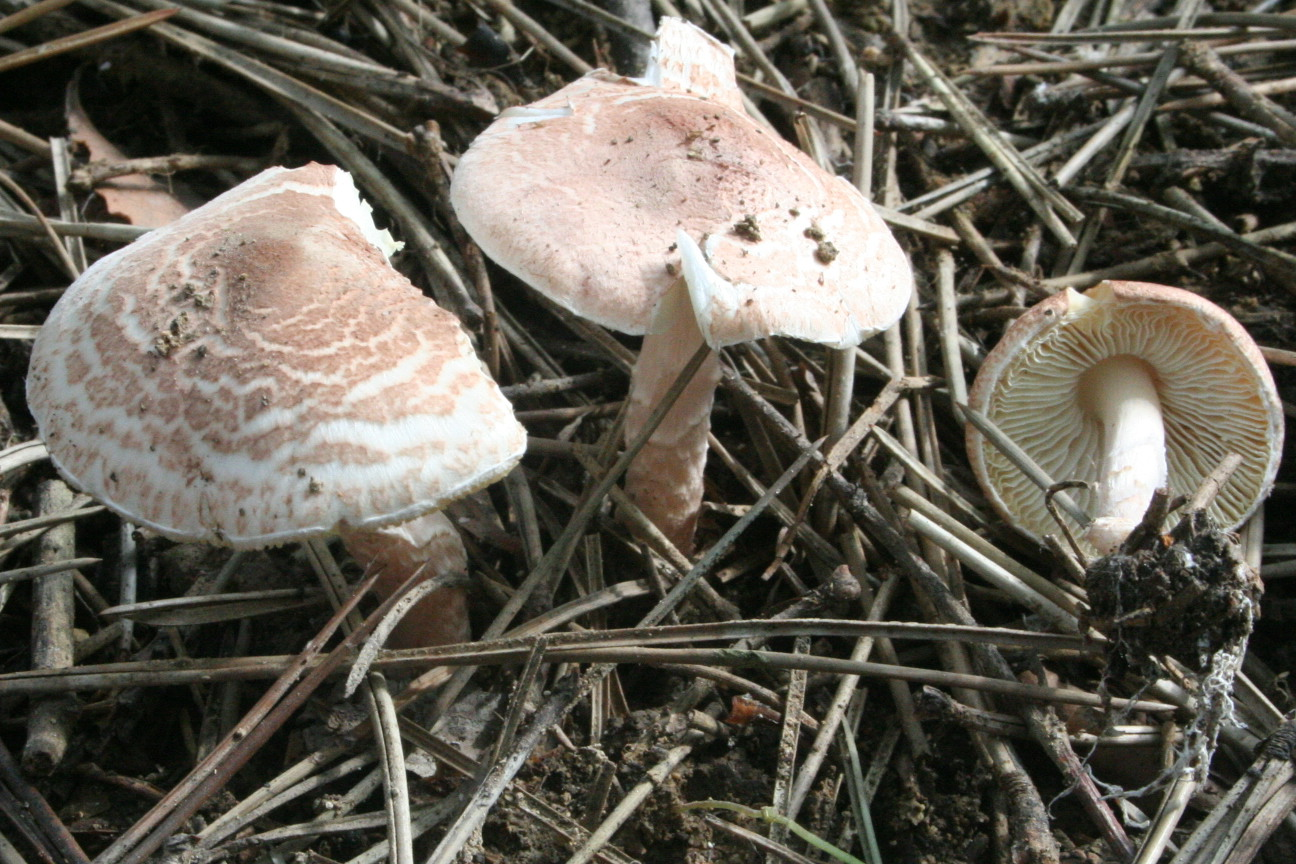
Lepiota (brunneoincarnata)
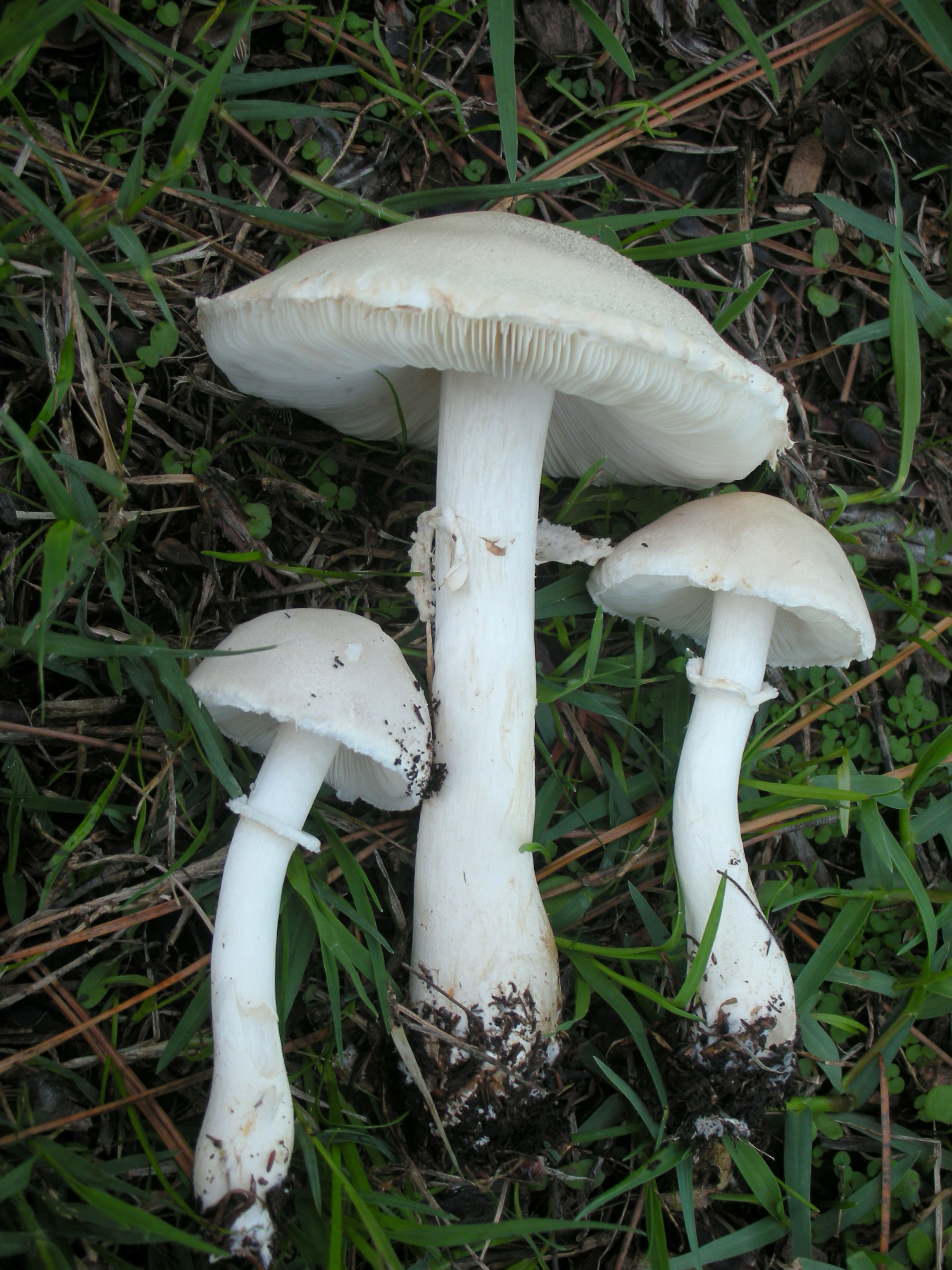
Leucoagaricus (leucothites)

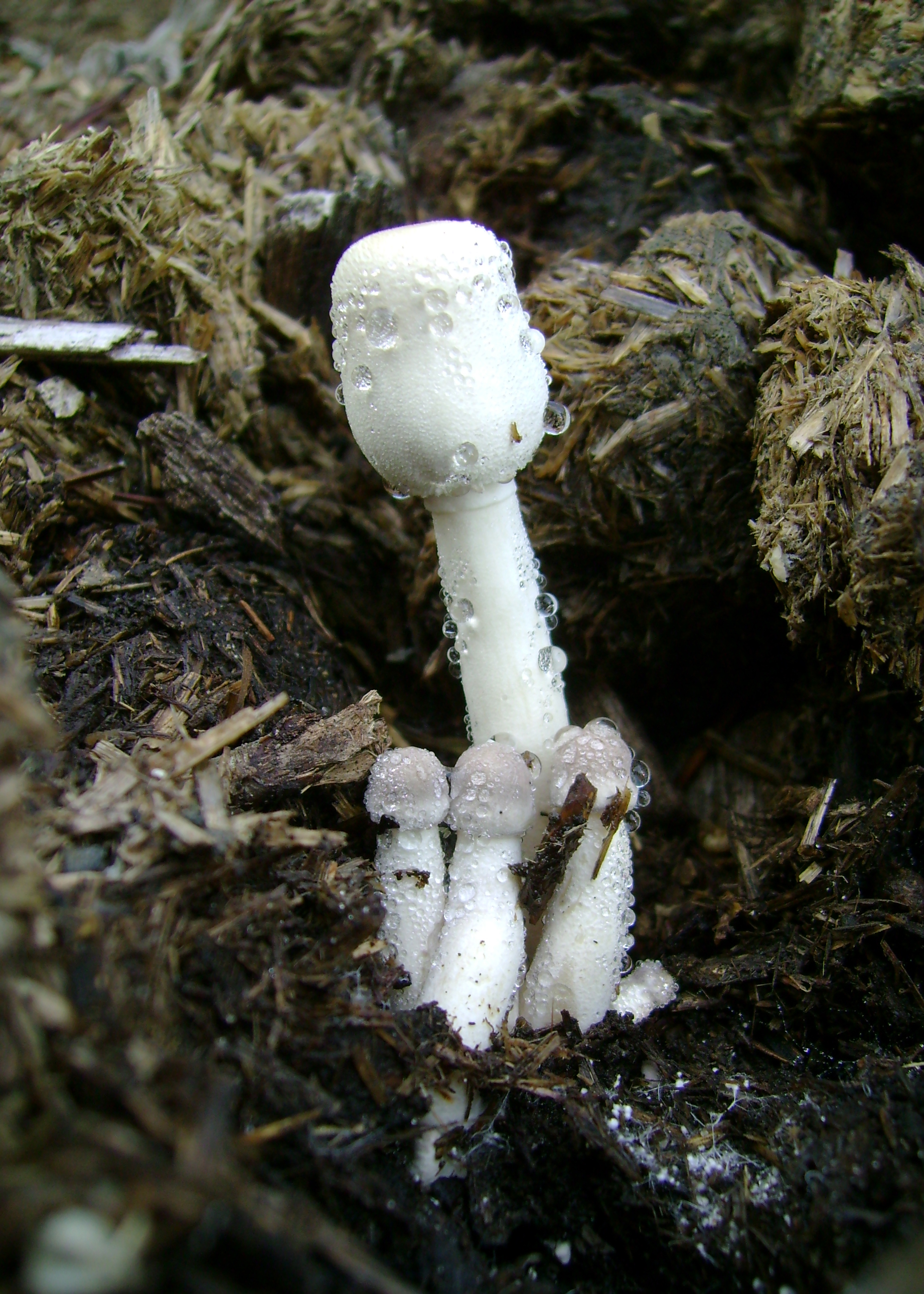
Leucocoprinus (cepaestipes)
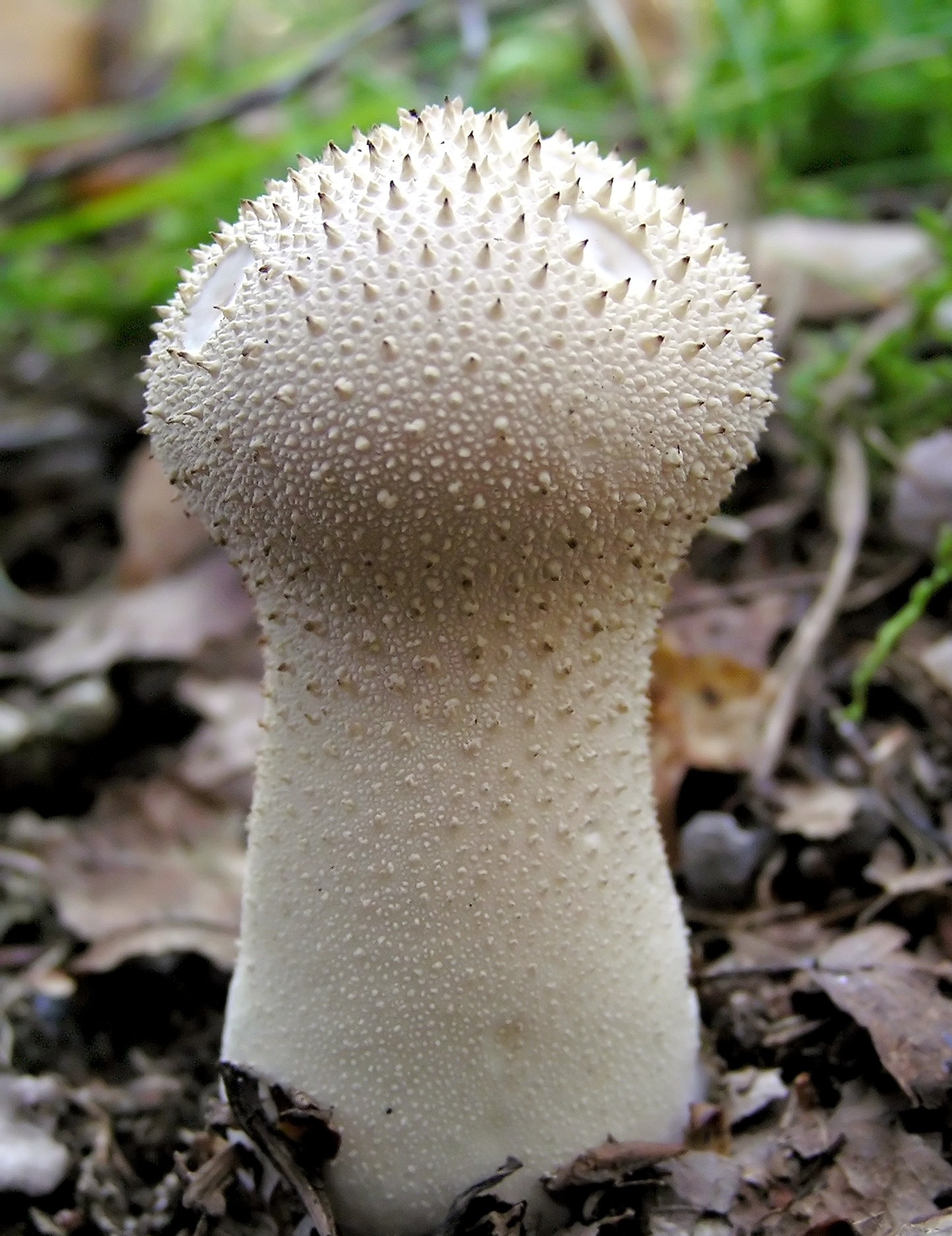
Lycoperdon (perlatum)
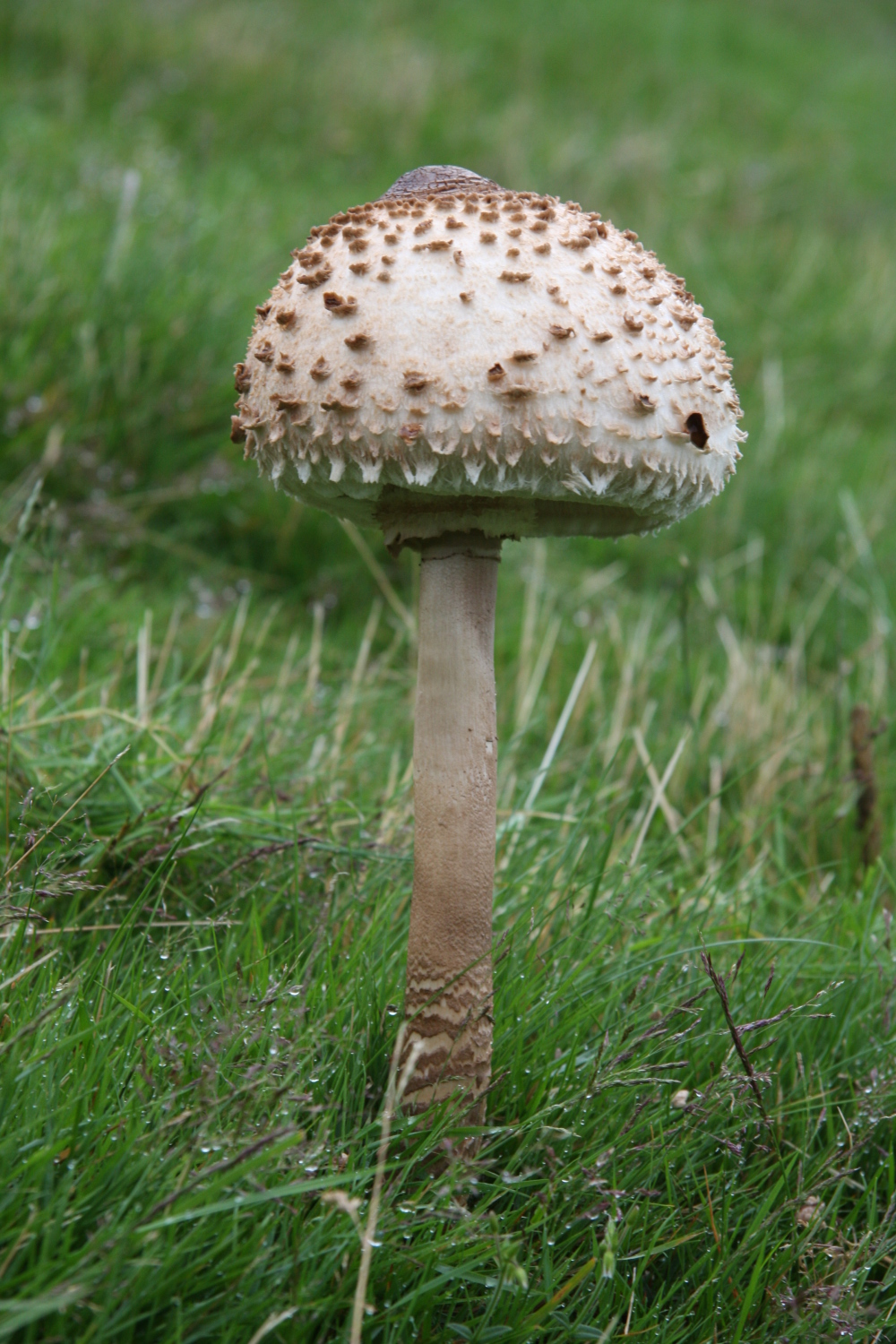
Macrolepiota (procera)
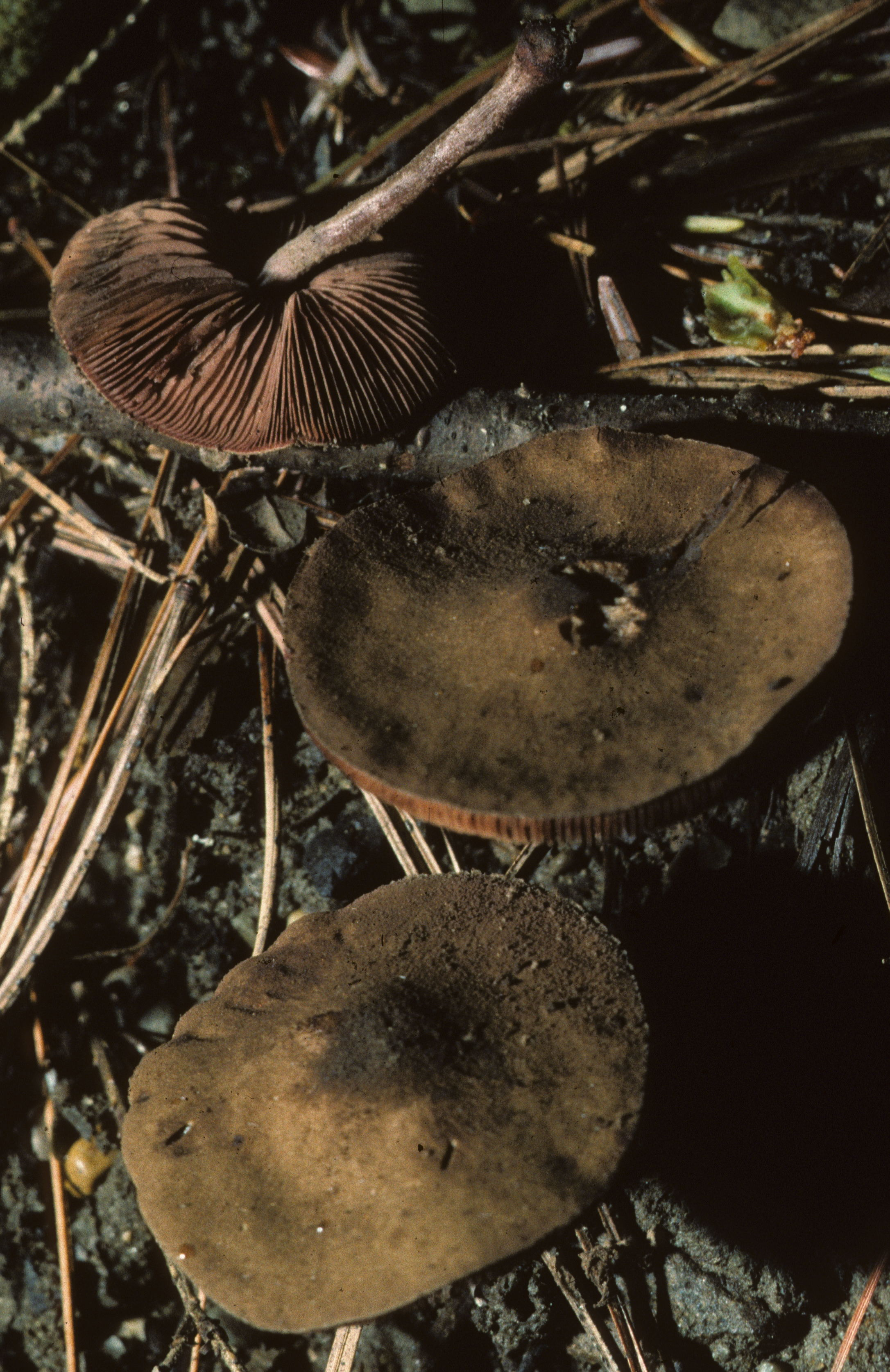
Melanophyllum (echinatum)
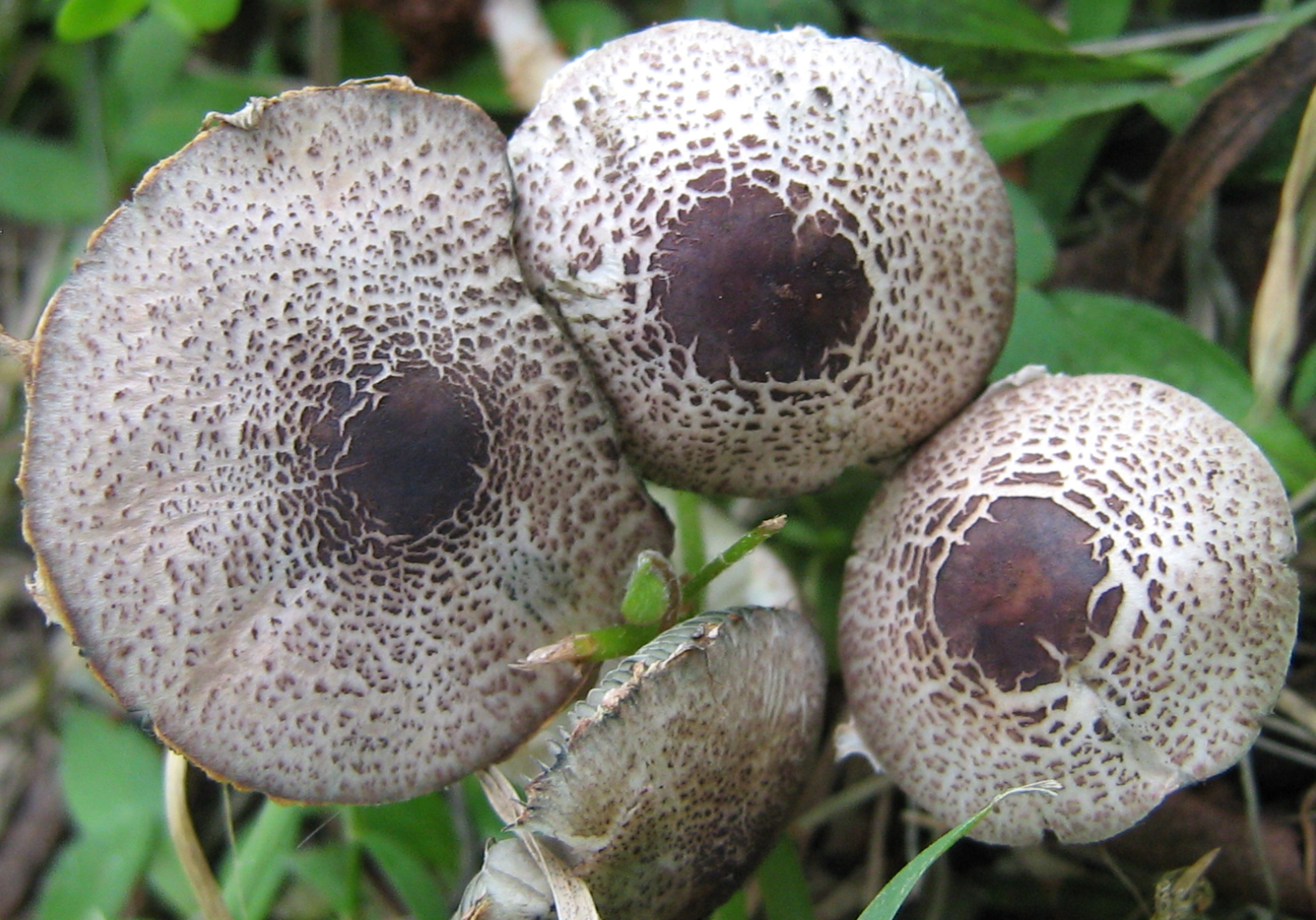
Micropsalliota
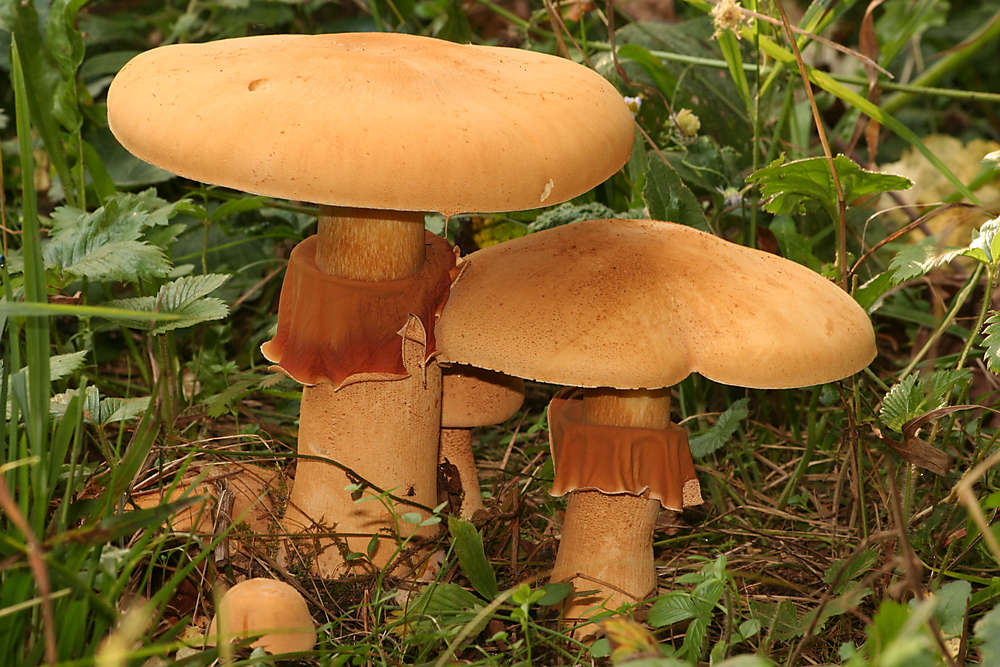
Phaeolepiota (aurea)
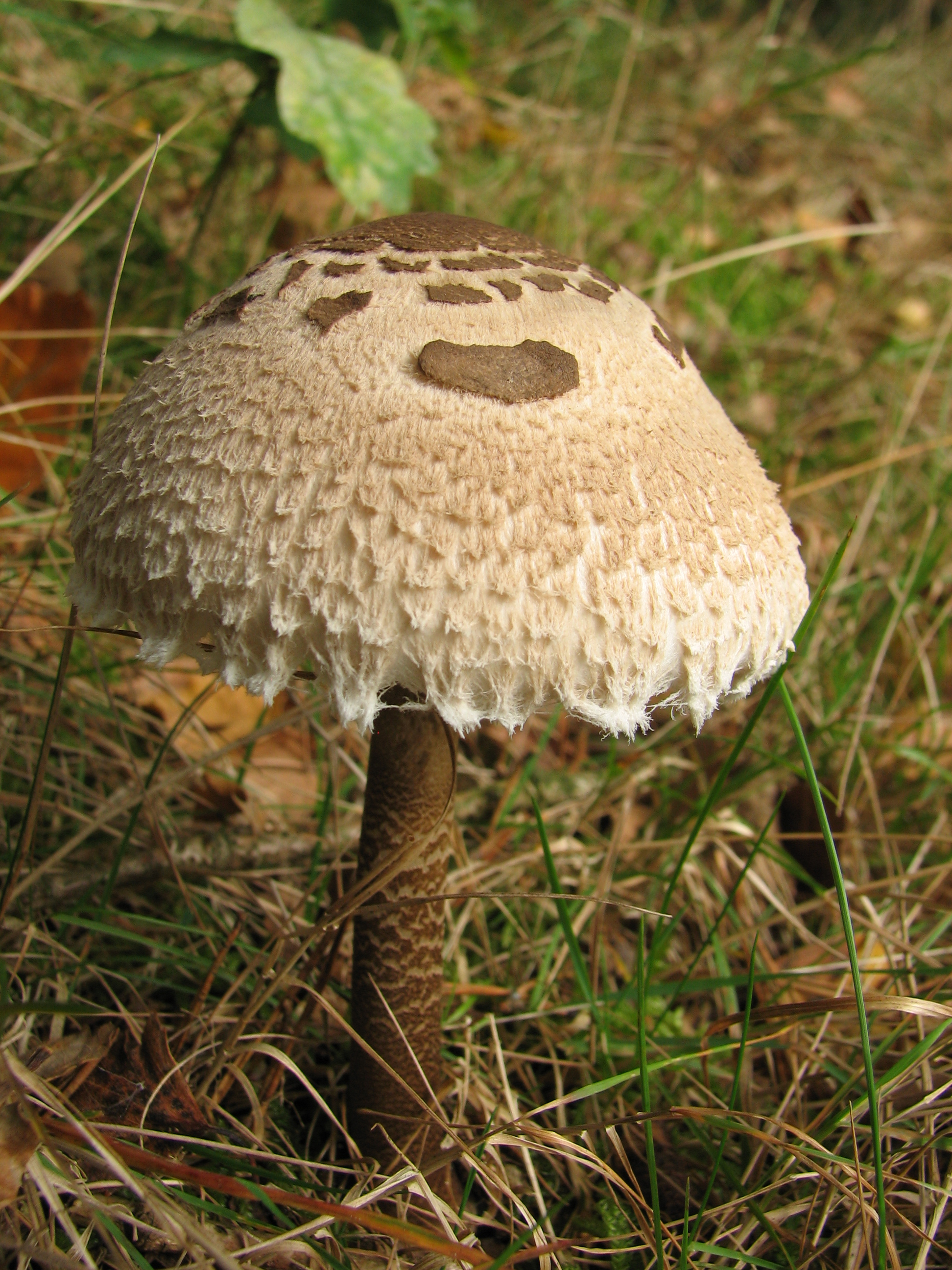
Velolepiota

## Semnificație

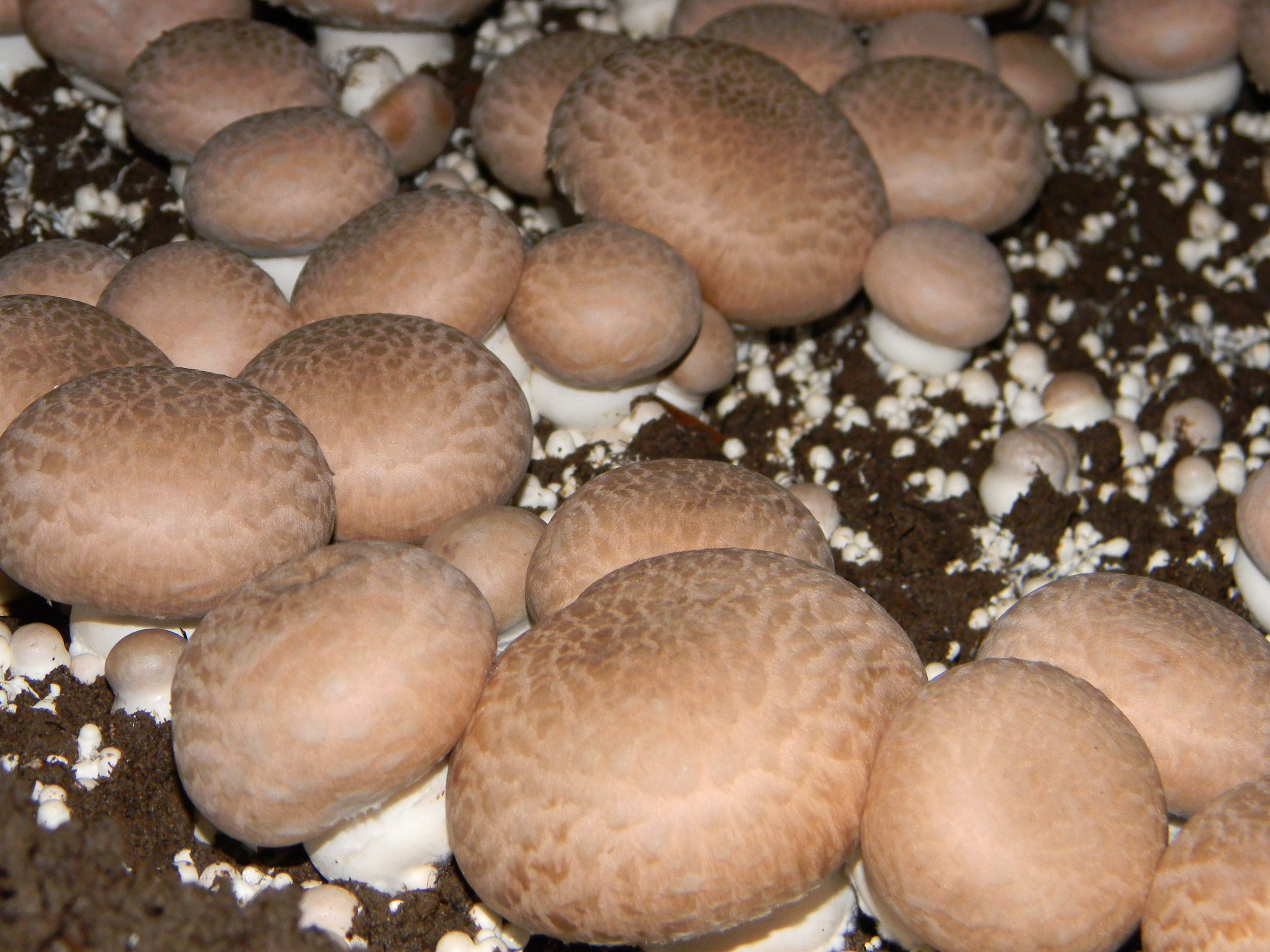
Agaricus bisporus

Attamyces și unele specii ale lui Leucoagaricus au o relație co-evolutivă cu furnici, fiind astfel de mare valoare pentru pământul pădurilor. În horticultură în special speciile Leucocoprinus sunt de importanță ca coloniști și descompunători de compost precum de așchii de lemn. Sporii lor par să fie rezistenți la sterilizarea cu abur.
Agaricus bisporus este cel mai important burete comestibil cultivat în întreaga lume. El a fost cultivat pentru prima dată la Paris de Olivier de Serres (1539-1619) pe vremea regelui Ludovic al XIII-lea al Franței. Din cauza conținutului său ridicat de vitamine (B2, B3, B5, B7 și B9, D, E și K), proteine și fibre precum de potasiu, fier și zinc, având un conținut scăzut de grăsimi și astfel o valoare calorifică scăzută, șampinionul este de mare interes pentru nutriție.

## Legături externe
- Materiale media legate de Agaricacee la Wikimedia Commons
- „Agaricacee” la DEX online